# Петровский, Михаил Александрович
Михаил Александрович Петровский (7 [19] ноября 1887, Москва, Российская империя — 10 ноября 1937, Томск, СССР) — русский, советский литературовед и переводчик, член Союза писателей СССР, профессор.

## Биография
Родился в семье врача Александра Григорьевича Петровского, санитарного врача при Московском городском самоуправлении.
Получил образование в Поливановской гимназии, в 1911 году окончил отделение западно-европейской литературы историко-филологический факультет Московского университета.
В 1913 году поступил в библиотеку Московского Исторического Музея, где состоит заведующим научно-библиографическим отделом. Был в Германии, Швеции, Норвегии, Англии, Франции и Испании.
В 1917 году избран приват-доцентом МГУ и с того времени читает курсы в вузах (МГУ, ВЖК, Костромской университет, Педагогическом институте в Иваново-Вознесенске, Институте слова, ВЛХИ имени Брюсова и др.) — вначале по истории средневековой литературы и романской филологии, далее по теоретическим вопросам литературоведения. Научная работа развертывается в том же направлении. Профессор кафедры истории западноевропейских литератур историко-филологического факультета МГУ с 1919 г. по 1921 г.
С 1921 года работает в ГАХН, где с 1923 г. по 1930 гг. состоит заведующим подсекцией теоретической поэтики при литературной секции. Состоит также сотрудником Научно-исследовательского института языка и литературы.
В 1934 году вышел первый том (из двух) Большого немецко-русского словаря под редакцией Елизаветы Александровны Мейер. На титуле сказано, что в редакционной работе принимали участие, в числе прочих: искусствовед А. Г. Габричевский, Лямин, М. А. Петровский, Усов, Г. И. Челпанов, философ Г. Г. Шпет и профессор Б. И. Ярхо.
В начале 1935 года начались аресты по делу «О немецко-фашистской контрреволюционной организации на территории СССР». Большинство арестованных были филологи, лингвисты, чьей специальностью был немецкий язык: преподаватели вузов, переводчики, составители словарей, редакторы. Так, за решеткой оказалась вся редакция Большого немецко-русского словаря. М. А. Петровский был арестован 14 марта 1935 г. одновременно с коллегами, сотрудничавшими с редакцией немецко-русского словаря, привлечен по делу «Немецкой фашистской организации». Вместе с ним по этому групповому делу (№ 1008) проходили философ Г. Г. Шпет, искусствовед А. Г. Габричевский, профессор Б. И. Ярхо, литератор и переводчик В. Н. Дружинина.
20 июня 1935 года Особым совещанием при НКВД СССР М. А. Петровский был приговорён к 5 годам ссылки как член «ячейки русских фашистов».
Был доставлен в Томск 17 августа 1935 г. В городе трудоустроился в научную библиотеку Томского госуниверситета в качестве ученого-библиографа. Арестован 21 октября 1937 г. Приписан к контр-революционной организации «Союз спасения России» и решением тройки УНКВД по Новосибирской области от 31 октября 1937 г. приговорен к высшей мере наказания. Расстрелян 10 ноября 1937 г.
Реабилитирован 3 августа 1956 г.

## Публикации
- Статья «Э. Т. А. Гофман» в «Истории западно-европейской литературы» изд. «Мир», т. I.
- Статья «Композиция новеллы у Мопассана» в журнале «Начала», 1921, т. I.
- Статья «Инкунабулы Русского Исторического Музея» в сб. «Отчет Исторического Музея за 1923 г.».
- Статья «Морфология пушкинского Выстрела» в сб. «Проблемы поэтики» М. 1924.
- Статьи по поэтике и литературоведческой терминологии в литературной энциклопедии, изд. Френкель, 1927.
- Статья «Морфология новеллы» в сб. «Ars Poetica» М. ГАХН. 1927.
- Статья «Поэтика и искусствоведение» в жур. «Искусство». ГАХН. 1927 г., II—III., и др.

## Переводы
- Барбе д’Оревильи, Жюль Амедей. Дендизм и Джордж Брэммель / Барбэ д’Оревильи; Вступ. ст. М. Кузмина; Пер. М. Петровского. — Москва : Альциона, 1912. — [4], VI, 114 с., 1 л. фронт. портр., 2 л. портр.; 17. — скан в РГБ
- Мериме, Проспер. Четыре повести / Проспер Мериме Пер. с предисл. М. А. Петровского. — Москва : Альциона, 1919. — 162, [1] с.; 16 см.
- Гофман, Эрнст Теодор Амадей. Повелитель блох: сказка в семи приключениях двух друзей / Э. Т. А. Гофман; пер. М. Петровского; гравюры на дереве А. Кравченко. — Ленинград : Academia, 1929. — XVIII, 262 с, [1] л. ил. : ил.; 18 см.
- Собрание сочинений / Оноре де Бальзак; под общ. ред. А. В. Луначарского и Е. Ф. Корша. — Москва ; Ленинград : ГИХЛ, 1933—1947. — 20 см. Т. 8: Человеческая комедия : История тринадцати / Вступ. статья Ю. Спасского ; Пер. М. А. Петровского. — 1934. — 350 с.
- Немецкая романтическая повесть 2 тома : Статья и комментарии Н. Берковского / Пер. под ред. М. А. Петровского. — Москва ; Ленинград : Academia, 1935 (М. : ф-ка книги «Кр. пролетарий»). — 2 т.; 20х14 см. — (Немецкая литература/ Под общ. ред. Мих. Лифшица…).
- Прево, Антуан-Франсуа. Манон Леско / Аббат Прево ; Пер. М. А. Петровского ; Под ред. Б. А. Кржевского. — Ленинград : Худ. лит-ра, 1936 (тип. им. Володарского). — Переплет, 146, [2] с., 8 вкл. л. ил. : ил.; 21х15 см.
- Флобер, Гюстав. Собрание сочинений : В 10 т. / Гюстав Флобер ; Под общ. ред. А. В. Луначарского, М. Д. Эйхенгольца. — Москва : Художественная литература, 1934—1937. — 6 т.; 20 см. 4: Искушение Святого Антония / Пер. М. А. Петровского, М. В. Вахтеровой ; Статьи и коммент. П. Ф. Преображенского, М. Д. Эйхенгольца. — 1936. — 439 с., 4 л. ил., портр., факс.
- Собрание сочинений / Оноре де Бальзак; под общ. ред. А. В. Луначарского и Е. Ф. Корша. — Москва ; Ленинград : ГИХЛ, 1933—1947. — 20 см. Т. 12: Человеческая комедия : Кузен Понс / Пер. М. А. Петровского ; Лит. коммент. и прим. Б. А. Грифцова. — 1937. — 275 с.
- Прево, Антуан Франсуа. История кавалера де Грие и Манон Леско / [Пер. М. А. Петровского] ; Изд. подгот. М. В. Вахтерова и Е. А. Гунст. — Москва : Наука, 1964. — 288 с., 5 л. ил. : ил.; 16 см. — (Литературные памятники/ Акад. наук СССР).